# Chemiefabrik

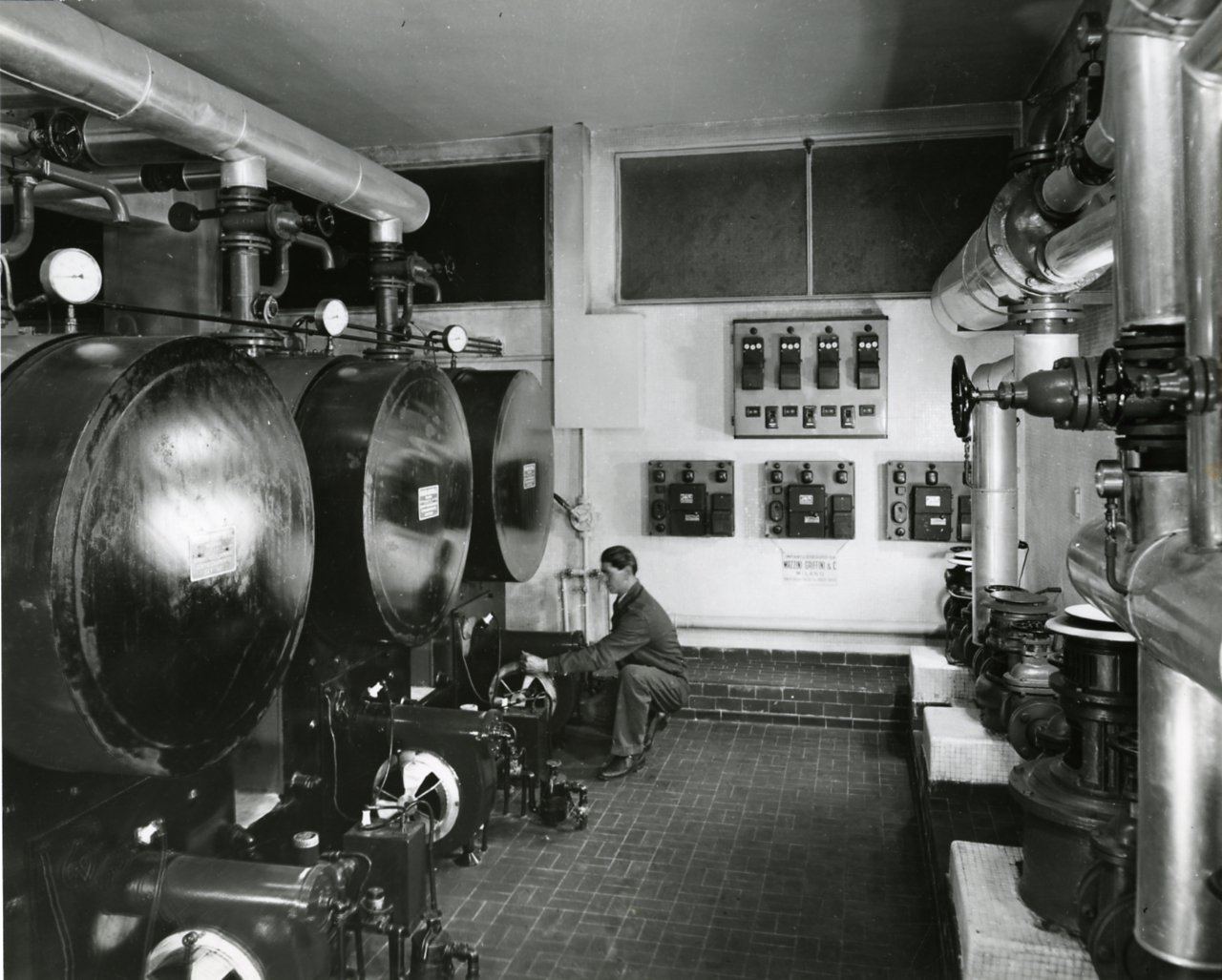
Chemiefabrik in Mailand, Paolo Monti, 1970

Eine Chemiefabrik (auch Chemiewerk und Chemische Fabrik genannt) ist eine technische Anlage, in der Rohstoffe und Reaktionsprodukte durch chemische Reaktionen industriell aufbereitet werden. Dabei ist das Ziel, aus preiswerten Rohstoffen und Zwischenprodukten teurere Wertstoffe zu produzieren.

## Geschichte
Die Etablierung chemischer Fabriken erfolgte mit der industriellen Revolution, da das Verständnis chemischer Vorgänge im 19. Jahrhundert gesteuerte chemische Reaktionen in größerem Maßstab beherrschbar machte. Zuvor setzte man chemische Prozesse etwa beim Gerben von Häuten oder der Farbherstellung zumeist im Manufakturmaßstab ein, ohne die zugrunde liegenden chemischen Vorgänge zu kennen.
Im Jahr 1778 wurde in Winterthur mit dem Laboratorium die erste chemische Fabrik der Schweiz errichtet. Die 1788 von Wolfgang Caspar Fikentscher gegründete Chemische Fabrik Marktredwitz war die erste Chemiefabrik in Deutschland. Auch die im Jahr 1759 in Braunschweig gegründete Chemische Fabrik Gebrüder Gravenhorst wird in Publikationen aus dem Bereich Chemie- und Pharmaziegeschichte oft als erste Chemiefabrik im deutschen Sprachraum bezeichnet. Die ersten großtechnisch hergestellten Produkte waren Seifen, Hilfsstoffe zum Bleichen von Textilien und zur Glasherstellung – hiermit begann beispielsweise die Geschichte der BASF gegen 1865.

## Techniken
Chemische Fabriken benötigen eine Reihe spezieller Gerätschaften: 
- Reaktoren zur Durchführung der chemischen Reaktionen
- Pumpen und Rohrleitungssysteme zum Stofftransport innerhalb einer Anlage
- Apparate zur Destillation, Adsorption, Absorption, Desorption, Extraktion, zum Trocknen, Erwärmen, Kühlen, Verdampfen, Kondensieren, Filtrieren, Kristallisieren, Abscheiden, Mahlen, Sieben, Mischen, Rühren, Absetzen etc. Diese Verfahren werden als Grundoperationen bezeichnet und sind die Bausteine eines chemischen Prozesses.
- Laboratorien zur Überprüfung der Güte der verwendeten und erzeugten Chemikalien

## Infrastruktur

### Transportwege
Eine chemische Fabrik benötigt Anschlüsse an Transportwege. Für zahlreiche Chemikalien (Gefahrgüter) bedingen Transportbeschränkungen und -vorschriften, oft einen Bahnanschluss und manchmal einen Schiffsanleger. Bspw. darf Chlor nicht per LKW transportiert werden. In größerem Umfang werden zudem Pipelines zum An- und Abtransport von Gasen (etwa Erdgas oder Ethen) und Flüssigkeiten (etwa Erdöl) verwendet.

### Abwasser/Abluft
Chemische Fabriken haben zumeist eine eigene Abwasserbehandlung und -aufbereitung, da die Verunreinigungen oft sehr komplex und von normalen Kläranlagen nicht beherrschbar sind. Für die verunreinigte Abluft chemischer Anlagen sind spezifische Filtersysteme vorgesehen.

### Werkfeuerwehr
Größere chemische Fabriken verfügen über eine speziell ausgebildete den Anforderungen entsprechend ausgerüstete Werkfeuerwehr wie auch über eine durch geschultes Personal sichergestellte Erste-Hilfe-Versorgung auf dem Gelände.

### Lagerung
Die Lagerung von Rohstoffen und Produkten ist erforderlich, um eine kontinuierliche Produktion zu gewährleisten. Instabile oder bspw. feuergefährliche Stoffe benötigen spezielle Sicherungsmaßnahmen.

### Zugangsbeschränkungen
Chemische Fabriken haben strikte Zugangsbeschränkungen, sind nur durch bewachte Tore zugänglich und ansonsten vollständig umzäunt. Mitarbeiter haben Betriebsausweise, während Lieferanten und Besucher sich an den Eingängen an- und abmelden müssen.

### Energieversorgung
An Energie wird in einer chemischen Fabrik im Wesentlichen Wärme und in kleinerem Umfang elektrischer Strom benötigt. Wärme wird oft zumindest teilweise intern erzeugt, da einzelne (exotherme) Prozesse Wärme erzeugen, die an anderen Anlagen genutzt werden kann. Die Wärme wird dabei zumeist als überhitzter Wasserdampf transportiert. Größere Fabriken besitzen oft eigene Kraftwerke für die Erzeugung von Wärme und elektrischem Strom.

## Personal
Die Mitarbeiter in einer chemischen Fabrik sind speziell ausgebildete Chemiefacharbeiter, heute Chemikanten genannt, Chemieingenieure und (oft technische) Chemiker sowie Elektriker, Schlosser  und andere Fachleute, die für den Betrieb einer technischen Anlage notwendig sind.

## Gefahren
Chemische Fabriken bergen vielerlei Gefahren:
- Immission in Luft, Boden und Wasser. Dies ist in den Industrieländern im Wesentlichen ausgeschlossen, keineswegs jedoch in Entwicklungs- und Schwellenländern.
- Brand- und Explosionsgefahr. Chemische Reaktionen können stark exotherm ablaufen und benötigen eine zuverlässige Kühlung. Bei einem Ausfall kann eine Reaktion „durchgehen“ und zum Brand oder zur Explosion führen. Einige Stoffe sind luft-, schlag- oder wärmeempfindlich und können bei unsachgemäßer Behandlung und Lagerung in Brand geraten.
- Arbeitsunfälle aufgrund komplexer Technik, technischer Defekte oder Fahrlässigkeit. Arbeitsunfälle in Chemiefabriken bergen besonders Gefahren aufgrund der Giftigkeit und anderer schädlicher Eigenschaften der produzierten Chemikalien.

## Regulierungen
Chemische Fabriken unterliegen umfangreicher staatlicher Aufsicht und Auflagen, die den sicheren Betrieb sicherstellen sollen. Dies betrifft zum einen die verwendeten Chemikalien, deren Verwendung und deren Eigenschaften (siehe auch REACH) dokumentiert werden müssen. Für die sicherheitstechnischen Vorschriften zum Schutz der Arbeiter und Angestellten sind Berufsgenossenschaften zuständig und für die Einhaltung von Arbeits- und Umweltvorschriften die Gewerbeaufsicht.

## Typische großtechnische Prozesse

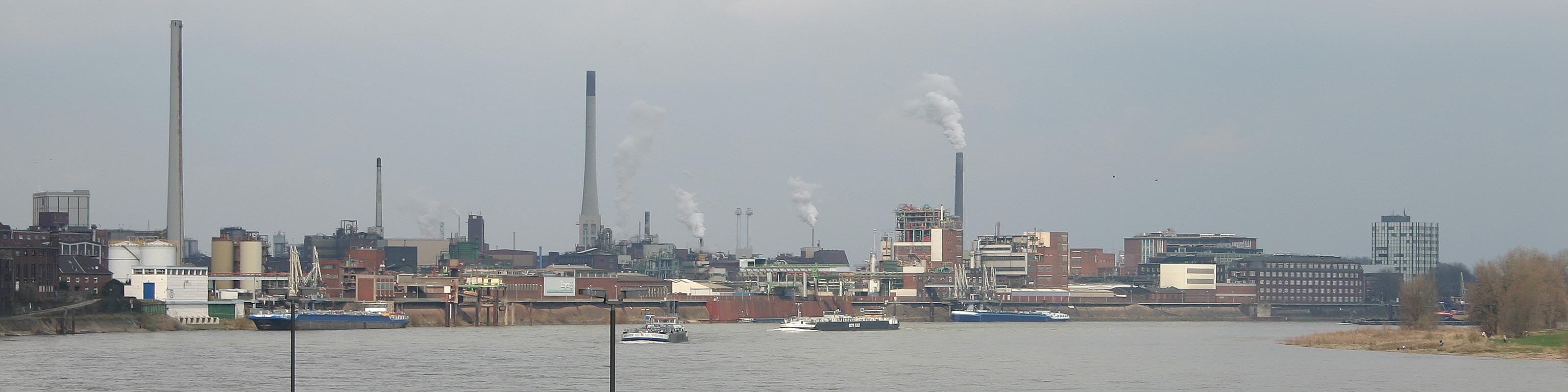
Bayer-Werk in Uerdingen

- In Raffinerien wird Rohöl destilliert und aufbereitet und Benzin, Kerosin, Diesel sowie weitere Nebenprodukte erzeugt.
- Bei der Grundchemikalienherstellung ist der häufigste Prozess das Cracken von Erdöl. Methanol, Ethanol, Ethen, Propen, Buten und Benzol sind einige der wichtigeren Grundchemikalien, andere nicht erdölbasierte Grundchemikalien sind Chlor, Ammoniak, Phosphorsäure, Natriumhydroxid
- Entschwefelung von Erdgas
- Chloralkalielektrolyse zur Herstellung von Chlor
- Polymerisationen zur Herstellung von Kunststoffen
- Haber-Bosch-Verfahren zur Ammoniakherstellung

## Beispiele
- Chemische Werke Albert
- Chemische Werke Kluthe